# Afrika Christelijke Democratische Partij
De Afrika Christelijke Democratische Partij,  (Afrikaans:Afrika Christen Demokratiese Party, Engels: African Christian Democratic Party) is een politieke partij in Zuid-Afrika. De partij werd opgericht in 1993 en wil de "Bijbelgetrouwe" christenen en "zij die een hoge achting voor morele waarden hebben"  vertegenwoordigen.
In haar manifest van 2000 verzette de partij zich tegen de verstrekking van condooms en veilig vrijen als manier om HIV-besmetting te verhinderen. De ACDP is sterk van mening dat de condoomcampagne moet worden opgedoekt en dat onthouding en huwelijkstrouw moeten worden bevorderd.
De partij wordt geleid door Dr. Kenneth Rasalabe Joseph Meshoe. In 2004 had het zeven zetels in het Zuid-Afrikaanse parlement. In 2009 en 2014 behaalde de partij 3 zetels.

## Logo
In het logo van de partij zit veel christelijke symboliek. De twee pijlen aan de linker- en rechterzijde, vertegenwoordigen de Zuid-Afrikanen met verschillende achtergronden die zich allen aangetrokken voelen tot het christelijk kruis. De pijl omhoog verwijst naar God en de pijl naar beneden is een verwijzing naar de Zuid-Afrikaan. De rode lijn om het logo herinnert aan het bloed van Jezus Christus.

## Geschiedenis
De behoefte aan een geloofwaardig alternatief voor de verdeeldheid zaaiende politiek van het verleden, zette christenen van diverse achtergronden ertoe aan om een nieuwe politieke partij in december 1993 te lanceren en aldus werd de Afrika Christelijke Democratische Partij opgericht. Dit gebeurde precies honderd dagen voorafgaand aan de eerste democratische verkiezingen van Zuid-Afrika.
Volgens eigen zeggen zijn de belangrijkste waarden van de partij de Bijbelse norm van verzoening, rechtvaardigheid, medeleven, tolerantie, vrede en de heiligheid van het leven, het individu, de familie en de gemeenschap. De ACDP stelt voor het politieke debat naar deze kwesties te leiden en mensen te verenigen rond de gemeenschappelijke waarden, in plaats van zich het concentreren op ideologische, historische en rassenverschillen.
Tijdens de eerste verkiezing in 1994, verraste ACDP vele mensen door 2 zetels in het nationale parlement en 3 in de provinciale parlementen te verkrijgen.
Als kleinste van de zeven partijen in het parlement, was de ACDP de enige partij om tegen de goedkeuring van de Zuid-Afrikaanse grondwet te stemmen.
Een jaar later nam de ACDP in meerdere gemeenten aan de verkiezingen deel. De partij won 3 zetels. In de 5 jaar daarna voegden nog 4 raadsleden van andere partijen zich bij de ACDP. In 1999 geloofden vele critici dat ACDP een van de twee zetels zou verliezen die ze in het nationale parlement had. Het tegendeel bleek, want de ACDP werd de 5e partij in het parlement met 7 vertegenwoordigers.
De grootste groei van de ACDP tot vandaag de dag vond plaats tijdens de gemeenteraadsverkiezingen van 2000. De partij groeide van 7 tot 70 raadsleden.

## Verkiezingsuitslagen sinds 1994
| Jaar | stemmen | %     | zetels |
| ---- | ------- | ----- | ------ |
| 1994 | 88.104  | 0,45% | 2      |
| 1999 | 228.975 | 1,43% | 6      |
| 2004 | 250.272 | 1,60% | 7      |
| 2009 | 142.658 | 0,81% | 3      |
| 2014 | 104.039 | 0,57% | 3      |
| 2019 |         |       | 4      |